# خوليو بلانكو ألفونسو
خوليو بلانكو ألفونسو هو لاعب كرة قدم كوبي في مركز حراسة المرمى، ولد في 18 سبتمبر 1937 في هافانا في كوبا، وتوفي بنفس المكان في 10 أبريل 2020.